# Aeolosia aroa
Aeolosia aroa är en fjärilsart som beskrevs av Bethune-Baker 1904. Aeolosia aroa ingår i släktet Aeolosia och familjen björnspinnare. Inga underarter finns listade i Catalogue of Life.